# آرائوکا (آرائوکا)
آرائوکا (آرائوکا) (به اسپانیایی: Arauca, Arauca) یک سکونتگاه مسکونی در کلمبیا است که در بخش آرائوکا واقع شده‌است.

## خصوصیات
آرائوکا ۵٬۸۴۱ کیلومترمربع مساحت و ۷۳٬۰۴۹ نفر جمعیت دارد و ۱۲۵ متر بالاتر از سطح دریا واقع شده‌است.